# Eddie Clamp
Harold Edwin "Eddie" Clamp (Coalville, 14 de setembro de 1934 - 14 de dezembro de 1995) foi um futebolista inglês que atuava como meia e jogou no Arsenal, Peterborough United, Stoke City e no Wolverhampton Wanderers. Ao longo de sua carreira, ele era conhecido por seu estilo de jogo e foi apelidado de "Chopper Eddie".

## Carreira
Clamp se juntou ao Wolverhampton Wanderers em 1950, tornando-se profissional em abril de 1952, antes de entrar para o primeiro time e fazer sua estréia em 6 de março de 1954 contra o Manchester United. Ele fez mais uma aparição nessa temporada, quando ele conquistou seu primeiro título da liga. Mais tarde, ele se tornou parte integrante do time que venceu Primeira Divisão nas temporadas 1957-58 e 1958-59 e a FA Cup de 1960. 
Ele jogou mais de 200 partidas pelo Wolves antes de assinar pelo Arsenal por £34.000 em novembro de 1961. Ele fez sua estréia contra o Nottingham Forest em 18 de novembro de 1961, mas ficou apenas dez meses no clube e foi vendido para o Stoke City em setembro de 1962 por £35.000.
No Stoke, ele ganhou o título da Segunda Divisão em 1962-63, jogando ao lado de Stanley Matthews. Ele foi descrito como "louco" pelo treinador do Stoke, Frank Mountford, e em mais de uma ocasião ele deu cabeçada em um adversário enquanto o árbitro não estava olhando. Ele jogou 28 vezes para os "Potters" durante a temporada 1963-64, ajudando o Stoke a chegar à final da Copa da Liga. Mas com Clamp novamente suspenso, o Stoke perdeu por 4-3 depois de dois jogos.
Ele terminou sua carreira no Worcester City e se aposentou em 1969 para administrar um edifício e decorar negócios em Wednesfield. Clamp também jogou quatro vezes pela Seleção Inglesa, incluindo três partidas na Copa do Mundo de 1958.

## Títulos
Wolverhampton Wanderers
- Primeira Divisão: 1957–58 e 1958–59
- FA Cup: 1960

Stoke City
- Segunda Divisão: 1962–63